# فرودگاه صحرایی اسپرانزا
فرودگاه صحرایی اسپرانزا (به انگلیسی: Esperanza Field) یک فرودگاه همگانی است که یک باند فرود شن دارد و طول باند آن ۶۰۰ متر است. این فرودگاه در کشور جمهوری دومنیکن قرار دارد و در ارتفاع ۱۰۰ متری از سطح دریا واقع شده است.